# Ulrich de Wurtemberg (1877-1944)
Pour les articles homonymes, voir Ulrich de Wurtemberg.
Ulrich de Wurtemberg (en allemand : Ulrich Maria Ludwig Philipp Joseph Anton Herzog von Württemberg), né le 13 juin 1877 à Gmunden et mort le 13 juin 1944 au château d'Altshausen, est un membre de la Maison de Wurtemberg.

## Biographie

### Famille et jeunesse
Le duc Ulrich de Wurtemberg, né en 1877, est le troisième fils et dernier des cinq enfants du duc Philippe de Wurtemberg (1838-1917) et de Marie-Thérèse d'Autriche (1845-1927),.
Par sa grand-mère paternelle Marie d'Orléans (1813-1839), Ulrich de Wurtemberg est un arrière-petit-fils de Louis-Philippe Ier roi des Français, tandis que par sa grand-mère maternelle, Hildegarde de Bavière (1825-1864), il est un arrière-petit-fils de Louis Ier roi de Bavière.
Il passe son enfance et sa jeunesse dans les différentes résidences de ses parents en Autriche-Hongrie. Un projet de mariage avec la princesse Clémentine de Belgique (1872-1955) échoue, car la jeune femme souhaite conserver son indépendance. Ulrich de Wurtemberg demeure célibataire.

### Carrière militaire et politique
Après avoir réussi sa Matura à Vienne, le duc se destine à une carrière militaire et se forme à cet effet à Stuttgart, puis à Ludwigsburg. En 1898, il devient jusqu'à la chute de la monarchie en 1918, membre de la Chambre des seigneurs de Wurtemberg et y siège de manière effective, hormis de 1901 à 1904, où il est remplacé par son frère Robert.
En 1910, Ulrich de Wurtemberg, major depuis deux ans, reçoit le commandement du 20e régiment d'uhlans (de), dont il devient lieutenant-colonel en 1911, puis colonel en 1913,.

### Première Guerre mondiale
Le 19 juin 1914, Ulrich de Wurtemberg reçoit dans un premier temps l'ordre de représenter le commandant de la 27e brigade de cavalerie, qui est en permission. Le duc Ulrich assiste, de même que son neveu Philippe-Albert, aux funérailles de l'archiduc François-Ferdinand assassiné à Sarajevo. Avec la mobilisation au déclenchement de la Première Guerre mondiale, la grande unité de la 27e brigade de cavalerie est dissoute et Ulrich devient commandant de la 16e brigade de cavalerie. En mai 1915, il est blessé au bras par un Schrapnel sur le front allemand oriental. Il est promu général de division le 5 octobre 1916 et devient commandant de la 26e division d'infanterie le 3 novembre 1917.

### Philanthrope et antinazi
Ulrich de Wurtemberg, qui est resté célibataire toute sa vie, a été membre de diverses sociétés et clubs, dont la Ligue de guerre du Wurtemberg, la Société coloniale allemande, l'Association du Wurtemberg pour la géographie commerciale, l'Association du Wurtemberg pour la monnaie, l'Association de Stuttgart pour la promotion de l'Art et de la Guilde des fusiliers de Stuttgart. Très éloigné du national-socialisme, il quitte sa camaraderie d'officiers en 1938, qui doit rejoindre le Reichskriegerbund contrôlé par les nazis.

### Mort et funérailles
Ulrich de Wurtemberg meurt au château d'Altshausen, le 13 juin 1944, le jour de ses 67 ans. Il est inhumé dans la crypte de l'église Saint-Michel du château d'Altshausen.

## Honneurs
Ulrich de Wurtemberg est, :
- Commandeur de l'ordre du Mérite militaire (Wurtemberg).
- Chevalier de l'ordre de la Couronne de Wurtemberg.
- Chevalier de l'ordre de la Toison d'or (Empire austro-hongrois).
- Chevalier de l'ordre de Saint-Hubert (Bavière).
- Grand-croix de l'ordre de la Couronne de Wende (Mecklembourg).

## Ascendance
|  |                                        |  |  |  |  |  |  |  |  |  |  |  |  |
|  | 8. Alexandre de Wurtemberg             |  |  |  |  |  |  |  |  |  |  |  |  |
|  |                                        |  |  |  |  |  |  |  |  |  |  |  |  |
|  |                                        |  |  |  |  |  |  |  |  |  |  |  |  |
|  | 4. Alexandre de Wurtemberg             |  |  |  |  |  |  |  |  |  |  |  |  |
|  |                                        |  |  |  |  |  |  |  |  |  |  |  |  |
|  |                                        |  |  |  |  |  |  |  |  |  |  |  |  |
|  | 9. Antoinette de Saxe-Cobourg-Saalfeld |  |  |  |  |  |  |  |  |  |  |  |  |
|  |                                        |  |  |  |  |  |  |  |  |  |  |  |  |
|  |                                        |  |  |  |  |  |  |  |  |  |  |  |  |
|  | 2. Philippe de Wurtemberg              |  |  |  |  |  |  |  |  |  |  |  |  |
|  |                                        |  |  |  |  |  |  |  |  |  |  |  |  |
|  |                                        |  |  |  |  |  |  |  |  |  |  |  |  |
|  | 10. Louis Philippe Ier                 |  |  |  |  |  |  |  |  |  |  |  |  |
|  |                                        |  |  |  |  |  |  |  |  |  |  |  |  |
|  |                                        |  |  |  |  |  |  |  |  |  |  |  |  |
|  | 5. Marie d'Orléans                     |  |  |  |  |  |  |  |  |  |  |  |  |
|  |                                        |  |  |  |  |  |  |  |  |  |  |  |  |
|  |                                        |  |  |  |  |  |  |  |  |  |  |  |  |
|  | 11. Marie-Amélie de Bourbon-Siciles    |  |  |  |  |  |  |  |  |  |  |  |  |
|  |                                        |  |  |  |  |  |  |  |  |  |  |  |  |
|  |                                        |  |  |  |  |  |  |  |  |  |  |  |  |
|  | 1. Ulrich de Wurtemberg                |  |  |  |  |  |  |  |  |  |  |  |  |
|  |                                        |  |  |  |  |  |  |  |  |  |  |  |  |
|  |                                        |  |  |  |  |  |  |  |  |  |  |  |  |
|  | 12. Charles-Louis d'Autriche-Teschen   |  |  |  |  |  |  |  |  |  |  |  |  |
|  |                                        |  |  |  |  |  |  |  |  |  |  |  |  |
|  |                                        |  |  |  |  |  |  |  |  |  |  |  |  |
|  | 6. Albert de Teschen                   |  |  |  |  |  |  |  |  |  |  |  |  |
|  |                                        |  |  |  |  |  |  |  |  |  |  |  |  |
|  |                                        |  |  |  |  |  |  |  |  |  |  |  |  |
|  | 13. Henriette de Nassau-Weilbourg      |  |  |  |  |  |  |  |  |  |  |  |  |
|  |                                        |  |  |  |  |  |  |  |  |  |  |  |  |
|  |                                        |  |  |  |  |  |  |  |  |  |  |  |  |
|  | 3. Marie-Thérèse d'Autriche            |  |  |  |  |  |  |  |  |  |  |  |  |
|  |                                        |  |  |  |  |  |  |  |  |  |  |  |  |
|  |                                        |  |  |  |  |  |  |  |  |  |  |  |  |
|  | 14. Louis Ier de Bavière               |  |  |  |  |  |  |  |  |  |  |  |  |
|  |                                        |  |  |  |  |  |  |  |  |  |  |  |  |
|  |                                        |  |  |  |  |  |  |  |  |  |  |  |  |
|  | 7. Hildegarde de Bavière               |  |  |  |  |  |  |  |  |  |  |  |  |
|  |                                        |  |  |  |  |  |  |  |  |  |  |  |  |
|  |                                        |  |  |  |  |  |  |  |  |  |  |  |  |
|  | 15. Thérèse de Saxe-Hildburghausen     |  |  |  |  |  |  |  |  |  |  |  |  |
|  |                                        |  |  |  |  |  |  |  |  |  |  |  |  |
|  |                                        |  |  |  |  |  |  |  |  |  |  |  |  |